# Hughesville (Maryland)
Hughesville is een plaats (census-designated place) in de Amerikaanse staat Maryland, en valt bestuurlijk gezien onder Charles County.

## Demografie
Bij de volkstelling in 2000 werd het aantal inwoners vastgesteld op 1537.

## Geografie
Volgens het United States Census Bureau beslaat de plaats een oppervlakte van
29,0 km², geheel bestaande uit land. Hughesville ligt op ongeveer 50 m boven zeeniveau.

## Plaatsen in de nabije omgeving
De onderstaande figuur toont nabijgelegen plaatsen in een straal van 16 km rond Hughesville.